# Barbours Cut Container Terminal
De Barbours Cut Container Terminal, of de Barbours Cut Terminal, is een terminal voor grote containerschepen in de haven van Houston in Texas. Deze containerterminal is onderdeel van een van de top-20 havens ter wereld qua tonnage vracht die zijn aan- of afgevoerd.

## Geografie
De Barbours Cut Terminal ligt aan het Barbours Cut Kanaal, tussen La Porte en Morgan's Point in Texas. Dit kanaal is een vertakking van het Houston Ship kanaal dat van Houston naar de Golf van Mexico loopt. Houston stad ligt 43 kilometer verder in vogelvlucht.

## Geschiedenis
De Barbours Cut Terminal werd in 1977 geopend en heeft toen 53 miljoen US$ gekost. (omgerekend naar 2017 214 miljoen US$) Ze verving het de oude Turning Basin Terminal. Tegenover deze oude terminal had de Barbours Cut Terminal het voordeel dat schepen 6 uur minder lang moesten varen vanaf de Golf van Mexico. Momenteel moeten schepen 3 uur varen naar de Barbours Cut Terminal.
In 2007 verwerkte de terminal 17 miljoen metrische ton cargo, waarvan minstens 1 miljoen verwerkte containers.

## Beschrijving
De Barbours Cut Terminal is een van de grootste containerterminals van de haven van Houston. De haven van Houston is de eerste haven van Texas die gestandaardiseerde containers verwerkte.
De Terminal heeft 1800 meter kade, waar maximaal 6 schepen tegelijkertijd kunnen aanmeren. De laadzone is 93 hectare groot, met 23700 vierkante meter opslagplaats. De capaciteit van de terminal is 1,2 miljoen containers per jaar.
De aanlegplaatsen zijn onderhevig aan het getij van de Golf van Mexico, waarvan het verval maximum 1 meter is. Bij laagwater is de diepte aan de kade minimum 13,6 meter.
Bij de Barbours Cut Terminal is er ook een aanlegplaats voor een cruise schip. Van 2013 tot 2015 heeft Norwegian Cruise Lines en Princess deze lijn bediend, maar nu staat ze te koop.

## Milieuproblematiek
De Haven van Houston is de eerste haven die de ISO 14001 norm inzake environmental management heeft geïmplementeerd. Deze norm omvat een reeks standaarden om het effect van de industrie op de omgeving te minderen.
De Natural resources defense council, een non-profitorganisatie, heeft de Barbours Cut Terminal en de haven van Houston een 'F' gegeven, de slechtste score van tien havens in de VS.